# Подгорное (Слободской район)
Подгорное — деревня в Слободском районе Кировской области в составе Светозаревского сельского поселения.

## География
Находится на расстоянии примерно 17 км по прямой на юго-восток от районного центра города Слободской.

## История
Известна с 1939 года. В 1950 году учтено хозяйств 31 и жителей 143, в 1989 году оставалось 20 человек . 

## Население
Постоянное население  составляло 9 человек (удмурты 100%) в 2002 году, 4 в 2010.